# Hieracium hispidulum
Hieracium hispidulum es una especie de planta con flor del género Hieracium, de la familia Asteraceae, orden Asterales.

## Distribución
Hieracium hispidulum se distribuye por Francia, Italia y Suiza.

## Taxonomía
Fue descrita científicamente por Arv.-Touv.
Tratamiento taxonómico
La especie aparece registrada y publicada en Hieracium Alp. Franç.